# Patrick Dupré (Künstler)
Patrick Dupré (geboren 1945 in Paris, Frankreich) ist ein französischer Op-Art und Kinetischer Künstler.

## Wirken
Während seiner Arbeit beim Aluminiumkonzern Pechiney in Paris erstellte er 1964 sein erstes Werk „Wolkenkratzer“ auf einer Aluminiumplatte mit Hilfe von Gummi, Tinte, Anspitzer, Klinge und einem Shabu-Messer. In den Jahren 1965 bis 1968 arbeitete er als Straßenkünstler und verkaufte seine Werke jeden Samstag und Sonntag auf dem Boulevard Saint-Michel in Paris vor den Toren des Lycée Saint-Louis. 1968 beteiligte er sich an den Mai-Aufständen von Paris. 
Zwischen 1971 und 1973 entwickelte er eigene Techniken zur Reproduktion von Gravuren auf Aluminiumfolie. In den gleichen Jahren erfand er auch eine neue Methode für industrielle Gravuren auf Silber-, Gold- und Metallschalen. Ferner kennt er sich mit allen Ätztechniken aus. Er erarbeitete künstlerische Drucke von Hand, Kupferstiche, Tiefdrucke und Kaltnadelradierungen.
Seit 2012 stellt er Op-Art-Schmuck nach Vorlage seiner alten Kunstwerke her und lebt in der französischen Provinz.

## Ausstellungen
- 1971: erhielt er die Silbermedaille des Pariser Salons Bijorhca
- 1971: Ausstellung von ihm entworfener Objekte bei Christofle
- 1971: Tion Expo Galerie Burdek Zürich, Schweiz
- Er nahm zusammen mit Nicolas Schöffer an der 1. Ausstellung der visuellen Audio Porte de Versailles teil.
- 1973: Ausstellung im Museum der bildenden Künste Leipzig
- Zwischen 1973 und 1980 wurden seine signierten und nummerierten Drucke von Lahumière veröffentlicht und weltweit verkauft. Mehrere Ausstellungen fanden im Sommer in großen internationalen Galerien und Museen statt. Er war Teil der Künstlergruppe um Jean Dewasne.
- Ausstellungen in Italien und Frankreich mit BURN Visual Art Horacio Garcia Rossi – Luis Tomasello – Julio Le Parc – Hugo Demarco. Teilnahme an allen wichtigen Pariser Salons. Stellt in Köln, London, Las Vegas und New York aus. 16 seiner Bilder befinden sich in der Pariser Nationalbibliothek.